# مردگان متحرک (سری بازی ویدئویی)
مردگان متحرک (سری بازی) عنوان یک مجموعه بازی ویدئویی به سبک ماجراجویی گرافیکی است که توسط شرکت تل‌تیل گیمز توسعه و عرضه می‌شود. اولین نسخه در این سری مردگان متحرک بود که در ۲۴ آوریل ۲۰۱۲ برای کنسول‌های پلی‌استیشن ۳ و اکس‌باکس ۳۶۰ منتشر شد.